# Yūji Ashimoto
Yūji Ashimoto (葦本祐二?, Ashimoto Yūji; ...) è un ex saltatore con gli sci giapponese.

## Biografia
In Coppa del Mondo esordì il 20 dicembre 1992 a Sapporo (12°) e ottenne il primo podio il 23 gennaio 1993 in Val di Fiemme (3°). Non partecipò né a rassegne olimpiche né iridate.

## Palmarès

### Coppa del Mondo
- Miglior piazzamento in classifica generale: 32º nel 1993
- 2 podi (1 individuale, 1 a squadre):
  - 1 secondo posto (a squadre)
  - 1 terzo posto (individuale)